# Joeropsis lobata
Joeropsis lobata là một loài chân đều trong họ Joeropsididae. Loài này được Richardson miêu tả khoa học năm 1899.